# إليك تايلور
إليك تايلور (6 نوفمبر 1975 في زيمبابوي - ) (بالإنجليزية: Alec Taylor)‏ هو لاعب كريكت زيمبابوي.

## وصلات خارجية
- إليك تايلور على موقع إي آس بي آن كريك إنفو (الإنجليزية)